# قزليجة (أميرية)
قزلیجة (بالفارسية: قزلیجه) هي قرية تقع في إيران في قسم أمیریة الريفي. يقدر عدد سكانها بـ 194 نسمة بحسب إحصاء 2016.